# 北仓之战
北仓之战是八国联军之役期間發生在天津郊外北运河东岸北仓的一場戰役，聯軍目的是從天津前往北京解使館之圍。這次戰役以清軍被八國聯軍擊敗失守北倉而告終。清軍被迫撤退至楊村，雙方在楊村又發生楊村之戰。

## 戰役
清光绪二十六年(1900年)春，天津郊外北运河东岸的北仓一带开始有义和团活动。同時义和团在北京围攻11国驻华使团。6月10日，英国海军中将爱德华·西摩尔率英、美、德、法、俄、日、意、奥八国驻津官兵2000余人赴京救援，清軍與聯軍爆發廊坊阻击战，聯軍一度受挫，被迫退回天津。
之後聯軍捲土重來。6月17日，聯軍攻占大沽炮台，21日清朝对各国宣战。7月11日，英军向陈家沟和小树林一带发射列低炮彈(「列低」是苦味酸炮弹的英文名；清军誤以為黄绿色的烟雾是毒气弹)，清军和义和团伤亡数千人，損失600匹战马。帮办北洋军务大臣宋庆下令清军退守北仓，並在桃花寺村东设营。13日宋庆下令练军撤往韩家墅。
7月14日，八国联军攻陷天津，直隶总督裕禄逃至北仓並在北仓設立临时行辕。隨後八国联军計畫以約兩萬人攜帶70門大炮進攻北仓。清军方面防守兵力少於12000人，大炮40门。

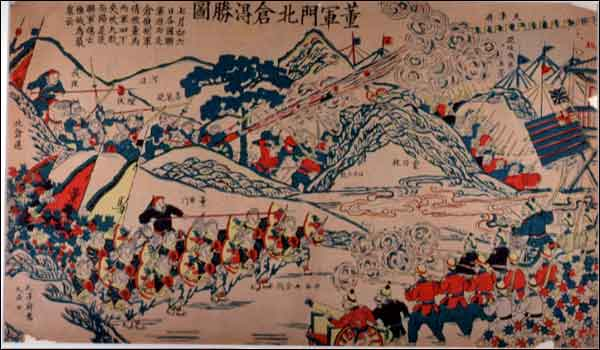
董福祥北倉得勝圖

7月30日，日军出动4000人進攻穆家庄，驻守在南仓前哨的武卫左军统领郭殿邦部與之交戰。31日，日军千余人進攻宜兴埠，遭到清军炮击，死伤数十人。8月4日，联军調動15,607人攜帶大炮112门向北推進。日、英、美军沿北运河西岸向北推進，俄、法军沿北运河东岸向北推進，德、意、奥军为后备队。5日凌晨3时，武卫前统领周鼎臣率300名清軍擊退日军冲锋队，日軍伤亡300人。日军被迫撤兵调转西侧，進攻3000练军鎮守的阵地。郭殿邦率部在穆家庄、南仓一带又擊退了俄、法部隊。
9时，英军向桃花寺兵营發射苦味酸弹数枚。营内人员及周围数十名百姓身亡。清军虽将两門列低炮炸毁，但被迫從韩家墅兵营和桃花寺兵营撤退。14时，联军进入桃花寺兵营。
前军统领蒋遇春負責断后。清军、练军及北仓300多名少练会会员在北仓南头小摆口儿與八國聯軍交戰。英军占领北倉東南的北仓廒后，从北仓廒制高点向北仓炮击清军、义勇、练军。俄、法、美、德、奥、意军也突破王庄，包圍北倉。同時聯軍士兵放火焚燒北仓廒240间仓房以及北仓小摆口儿两岸各村民房。17时，蒋遇春阵亡。联军进入北仓。清軍撤退至楊村。8月6日，八国联军與清军又爆發楊村之戰。